# Фонте Моро (Пескара)
Фонте Моро (итал. Fonte Moro) је насеље у Италији у округу Пескара, региону Абруцо.
Према процени из 2011. у насељу је живело 84 становника. Насеље се налази на надморској висини од 714 м.